# Anal Beauty
Anal Beauty — серия американских порнографических фильмов студии Tushy, посвящённых анальному сексу. Режиссёром почти всех фильмов серии является Грег Лански.

## Описание
Каждый фильм серии включает в себя четыре сцены анального секса между актёром и актрисой. Также в фильмы иногда добавляются сцены с участием второй актрисы (триолизм). Продолжительность каждого фильма составляет более двух с половиной часов.

## Отзывы и награды
В рецензии к первому фильму Дон Хьюстон (англ. Don Houston) из XCritic рекомендовал данный фильм, похвалив кинематографичность и отметив, что «четыре сцены в большей степени полагаются на женскую внешность, а не на сексуальные навыки». Рецензент К. Скотт (K. Scott) из AVN также высоко оценил кинематографичность и исполнителей. Критик Роджер Т. Пайп (Roger T. Pipe) отметил хорошие съёмки, сексуальность и похвалил участвующих актрис. Рецензенты сайта Adult DVD Talk также высоко оценили фильм, отметив актрису Эбби Кросс в её первой анальной сцене. В обзоре на Anal Beauty 2 Джеральд Босток (Gerald Bostock) из XBIZ отмечает видеосъёмку высокой чёткости, страстные сцены секса и актрис.
В январе 2016 года дебютный фильм в серии выигрывает награду AVN Awards в категории «Лучший анальный фильм». В июне этого же года серия выигрывает первую награду XRCO Award в категории «Лучший гонзо-сериал», разделив её с Gangbang Me от студии Hard X. В январе 2017 года серия получает награду AVN как «Лучший анальный сериал». Также серия одерживает победу на XBIZ Award, завоевав награды в категориях «Сериал года — только секс» и «Режиссёр года — серия короткометражных фильмов», а Anal Beauty 3 получил награду как «Фильм года — только секс».
В октябре 2019 года одиннадцатый фильм серии выигрывает премию NightMoves Award в категории «Лучший анальный фильм». В октябре 2021 года серия была отмечена двумя премиями XRCO Award: «Лучший анальный сериал» и «Лучший гонзо-фильм» (Anal Beauty 14).

## Список фильмов
| Год  | Фильм          | Актёрский состав |
| ---- | -------------- | --- |
| 2015 | Anal Beauty    | Аидра Фокс, Алектра Блу, Джиллиан Джансон, Эбби Кросс, Джеймс Дин, Мануэль Феррара и Мик Блу                                            |
| 2015 | Anal Beauty 2  | Анастасия Морна, Кейси Джордан, Кейт Ингленд, Обри Стар, Кристиан Клэй, Мануэль Феррара и Мик Блу                                       |
| 2016 | Anal Beauty 3  | Алекс Грей, Арья Фэй, Грейси Глэм, Келси Монро, Джесси Джонс, Кристиан Клэй, Маркус Дюпри и Мик Блу                                     |
| 2016 | Anal Beauty 4  | Алекс Грей, Карла Куш, Лира Лоу, Хлоя Амур, Элис Марч, Джонни Кастл, Кристиан Клэй и Мик Блу                                            |
| 2016 | Anal Beauty 5  | Адрия Рэй, Алекс Грей, Елена Кошка, Морган Ли, Кристиан Клэй, Мик Блу и Томми Ганн                                                      |
| 2017 | Anal Beauty 6  | Адриана Чечик, Джей Саммерс, Джоселин Келли, Джоджо Кисс, Энджел Смоллс, Жан Валь Жан, Кристиан Клэй и Мик Блу                          |
| 2017 | Anal Beauty 7  | Блэр Уильямс, Валентина Наппи, Вики Чейз, Мока Мора, Жан Валь Жан, Кристиан Клэй и Ксандер Корвус                                       |
| 2018 | Anal Beauty 8  | Алекс Грей, Джиллиан Джансон, Меган Рэйн, Николь Энистон, Жан Валь Жан, Крис Даймонд и Мик Блу                                          |
| 2018 | Anal Beauty 9  | Абелла Дейнджер, Дженнифер Уайт, Джинкс Мейз, Келси Монро, Жан Валь Жан, Крис Даймонд, Кристиан Клэй и Мик Блу                          |
| 2018 | Anal Beauty 10 | Блэр Уильямс, Лана Роудс, Литтл Каприс, Наталья Старр, Саммер Дэй, Хейли Рид, Джастин Хант, Жан Валь Жан, Крис Даймонд и Марчелло Браво |
| 2018 | Anal Beauty 11 | Адрия Рэй, Алекс Грей, Джесса Роудс, Каденс Люкс, Тори Блэк, Жан Валь Жан, Ксандер Корвус, Мик Блу и Начо Видаль                        |
| 2019 | Anal Beauty 12 | Алекс Грей, Ана Фокс, Джиа Дерза, Елена Кошка, Жан Валь Жан, Маркус Дюпри, Мик Блу и Хуан Лучо                                          |
| 2019 | Anal Beauty 13 | Анни Аврора, Дэйзи Стоун, Марли Бринкс, Райли Стил, Логан Лонг, Маркус Дюпри и Мик Блу                                                  |
| 2020 | Anal Beauty 14 | Джейн Уайлд, Джина Валентина, Кайла Кайден, Леди Ди, Эйвери Кристи, Альберто Бланко, Кристиан Клэй, Маркус Дюпри и Мик Блу              |
| 2021 | Anal Beauty 15 | Агата Вега, Алекса Флекси, Лэйси Лондон, Наталья Старр, Райли Стил, Кристиан Клэй, Мик Блу, Оливер Флинн и Тони Арт                     |
| 2022 | Anal Beauty 16 | Алекса Флекси, Джессика Райан, Джиа Дерза, Мэдисон Саммерс, Альберто Бланко, Кристиан Клэй, Мануэль Феррара, Мик Блу и Оливер Флинн     |
| 2022 | Anal Beauty 17 | Кайли Ле Бо, Кимберли Роуз, Литтл Дрэгон, Никки Хилл, Альберто Бланко, Кристиан Клэй, Мик Блу и Оливер Флинн                            |
| 2023 | Anal Beauty 18 | Лекси Лор, Лика Стар, Скарлетт Алексис, Хлоя Темпл, Дэн Дэмидж, Кларк Кент, Мик Блу и Оливер Флинн                                      |

## Награды и номинации
| Год  | Награда           | Результат | Категория                                                              | Фильм                                                  |
| ---- | ----------------- | --------- | ---------------------------------------------------------------------- | ------------------------------------------------------ |
| 2016 | AVN Award         | Номинация | Лучшая анальная сцена (Аидра Фокс и Мануэль Феррара)                   | Anal Beauty                                            |
| 2016 | AVN Award         | Победа    | Лучший анальный фильм                                                  | Anal Beauty                                            |
| 2016 | XBIZ Award        | Номинация | Лучшая сцена секса — только секс (Эбби Кросс и Джеймс Дин)             | Anal Beauty                                            |
| 2016 | XRCO Award        | Победа    | Лучший гонзо-сериал (вместе с Gangbang Me от студии Hard X)            | Anal Beauty                                            |
| 2017 | AVN Award         | Номинация | Лучшая анальная сцена (Алекс Грей и Мик Блу)                           | Anal Beauty 3                                          |
| 2017 | AVN Award         | Победа    | Лучшая сцена триолизма (Д/Д/П) (Алекс Грей, Карла Куш и Кристиан Клэй) | Anal Beauty 4                                          |
| 2017 | AVN Award         | Победа    | Лучший анальный сериал                                                 | Anal Beauty                                            |
| 2017 | DVDerotik Award   | Номинация | Сериал года                                                            | Anal Beauty                                            |
| 2017 | NightMoves Award  | Номинация | Лучший фильм — только секс                                             | Anal Beauty 5                                          |
| 2017 | XBIZ Award        | Номинация | Лучшая сцена секса — только секс (Грейси Глэм и Кристиан Клэй)         | Anal Beauty 3                                          |
| 2017 | XBIZ Award        | Победа    | Режиссёр года — серия короткометражных фильмов (Грег Лански)           | Anal Beauty                                            |
| 2017 | XBIZ Award        | Победа    | Сериал года — только секс                                              | Anal Beauty                                            |
| 2017 | XBIZ Award        | Победа    | Фильм года — только секс                                               | Anal Beauty 3                                          |
| 2018 | AVN Award         | Номинация | Лучшая анальная сцена (Блэр Уильямс и Кристиан Клэй)                   | Anal Beauty 3                                          |
| 2018 | AVN Award         | Номинация | Лучший анальный сериал                                                 | Anal Beauty                                            |
| 2018 | Fleshbot Award    | Номинация | Лучшая анальная сцена (Келси Монро и Мик Блу)                          | Anal Beauty 9 (за сцену Make Me Gape Now)              |
| 2018 | XBIZ Europa Award | Победа    | Лучшая сцена секса — гламкор (Литтл Каприс и Марчелло Браво)           | Anal Beauty 10 (за сцену Gaping for My Husband’s Boss) |
| 2019 | AVN Award         | Победа    | Лучший анальный сериал                                                 | Anal Beauty                                            |
| 2019 | NightMoves Award  | Победа    | Лучший анальный фильм (выбор поклонников)                              | Anal Beauty 11                                         |
| 2019 | XBIZ Award        | Номинация | Сериал-виньетка года                                                   | Anal Beauty                                            |
| 2019 | XRCO Award        | Победа    | Лучший анальный сериал                                                 | Anal Beauty                                            |
| 2021 | NightMoves Award  | Номинация | Лучший анальный фильм                                                  | Anal Beauty 14                                         |
| 2021 | XRCO Award        | Победа    | Лучший анальный сериал                                                 | Anal Beauty                                            |
| 2021 | XRCO Award        | Победа    | Лучший гонзо-фильм                                                     | Anal Beauty 14                                         |
| 2023 | AVN Award         | Номинация | Лучший анальный фильм или мини-сериал                                  | Anal Beauty 15                                         |